# Campeonato Capixaba de Futebol de 2017
O Campeonato Capixaba de Futebol de 2017 foi uma competição com organização da Federação de Futebol do Estado do Espírito Santo (FES) no que concerne às duas divisões estaduais. A Série A iniciou-se em 28 de janeiro e a Série B em 25 de março. Com término em 6 de maio (Série A) e 11 de junho (Série B).

## Série A
A fórmula de disputa foi diferente dos últimos dois anos. Na Primeira Fase, os dez participantes jogam entre si em turno único, os quatro melhores avançam para as Semifinais. Cinco times foram definidos por meio de um sorteio e irão fazer cinco jogos com o mando de campo (Desportiva Ferroviária, São Mateus, Linhares, Real Noroeste e Doze), os demais irão fazer apenas quatro jogos com o mando. Nas Semifinais, que serão disputadas em sistema de mata-mata com jogos de ida e volta (1º colocado x 4º colocado e 2º colocado x 3º colocado). Nas Finais, os vencedores das Semifinais decidem o título também com jogos de ida e volta. O time com melhor campanha na Primeira Fase tem o mando de campo nos jogos de volta das Semifinais e Finais. O campeão ganha o direito de disputar a Copa do Brasil de 2018 e a Série D de 2018. As duas últimas equipes na Primeira Fase serão rebaixadas à Série B de 2018.

### Participantes
| Clube                  | Cidade       | Temporada 2016          | Estádio               | Capacidade | Títulos (último) |
| ---------------------- | ------------ | ----------------------- | --------------------- | ---------- | ---------------- |
| Atlético Itapemirim    | Itapemirim   | 6º da Série A           | José Olívio Soares    | 1 000      | 0 (não possui)   |
| Desportiva Ferroviária | Cariacica    | Campeão da Série A      | Engenheiro Araripe    | 7 700      | 18 (2016)        |
| Doze                   | Vitória      | 8º da Série A           | José Olívio Soares[a] | 1 000      | 0 (não possui)   |
| Espírito Santo         | Vitória      | Vice-campeão da Série A | Kleber Andrade[b]     | 21 000     | 0 (não possui)   |
| Linhares               | Linhares     | 4º da Série A           | Joaquim Calmon        | 2 000      | 1 (2007)         |
| Real Noroeste          | Águia Branca | 3º da Série A           | José Olímpio da Rocha | 3 200      | 0 (não possui)   |
| Rio Branco-ES          | Vitória      | 5º da Série A           | Kleber Andrade[b]     | 21 000     | 37 (2015)        |
| São Mateus             | São Mateus   | 7º da Série A           | Sernamby              | 4 500      | 2 (2011)         |
| Tupy                   | Vila Velha   | Vice-campeão da Série B | Salvador Costa[c]     | 3 000      | 0 (não possui)   |
| Vitória-ES             | Vitória      | Campeão da Série B      | Salvador Costa        | 3 000      | 9 (2006)         |

Obs.:

- a. ^  O Doze mandou seus jogos no José Olívio Soares, em Itapemirim.[8]
- b. ^  O Espírito Santo e Rio Branco-ES mandaram seus jogos no Kleber Andrade, em Cariacica.[9]
- c. ^  O Tupy mandou seus jogos no Salvador Costa, em Vitória.[10]

### Finais
Jogo de ida
| Sábado, 29 de abril | Doze                            | 2 – 2                 | Atlético Itapemirim               | Estádio Kleber Andrade, Cariacica                                |
| 16:30               | Marcone 66' · Lucas Balbino 79' | Rede Gazeta Relatório | 89' Marcone · 90+2' (pen) Wendell | Público: 1 816 Renda: R$ 2.710,00 Árbitro: ES Devarly do Rosário |

| Doze | Atlético-ES |

Jogo de volta
| Sábado, 6 de maio | Atlético Itapemirim             | 2 – 1                 | Doze       | Estádio Sumaré, Cachoeiro de Itapemirim                           |
| 16:30             | Marcos Felipe 67' · Wendell 76' | Rede Gazeta Relatório | 57' Cássio | Público: 2 680 Renda: R$ 21.400,00 Árbitro: ES Dyorgenes Padovani |

| Atlético-ES | Doze |

### Premiação
| Campeonato Capixaba de 2017 - Série A   |
| Itapemirim                              |
| --------------------------------------- |
| Atlético Itapemirim Campeão (1º título) |

## Série B
A fórmula de disputa é similar ao ano anterior, na Fase Preliminar as equipes jogam entre si em dois turnos e os quatro melhores se classificam às Semifinais, que serão disputadas em partidas de ida e volta (1º x 4º e 2º x 3º). Os vencedores garantem o acesso à Série A de 2018 e decidem o título também em partidas de ida e volta.

### Participantes
| Clube            | Cidade                  | Temporada 2016 | Estádio                   | Capacidade | Títulos (último) |
| ---------------- | ----------------------- | -------------- | ------------------------- | ---------- | ---------------- |
| Castelo          | Castelo                 | 4º da Série B  | Emílio Nemer              | 2 000      | 1 (1988)         |
| Estrela do Norte | Cachoeiro de Itapemirim | 10º da Série A | Sumaré                    | 6 000      | 2 (1999)         |
| Rio Branco VN    | Venda Nova do Imigrante | 3º da Série B  | Olímpio Perim             | 3 000      | 1 (1993)         |
| Serra            | Serra                   | 6º da Série B  | Robertão                  | 1 040      | 1 (1997)         |
| Sport Linharense | Linhares                | 9º da Série A  | Sernamby[d]               | 4 500      | 1 (2014*)        |
| Vilavelhense     | Vila Velha              | 7º da Série B  | Manoel Araújo de Oliveira | 1 000      | 1 (2003)         |

Notas:

- * Título conquistado como Sport Club Capixaba representando a cidade de Domingos Martins.
- d. ^  O Sport Linharense mandou seus jogos no Sernamby, em São Mateus.[12]

### Finais
Jogo de ida
| Domingo, 4 de junho | Rio Branco VN      | 1 – 2     | Serra                            | Estádio Emílio Nemer, Castelo                                        |
| 15:00               | Gerlem Willian 40' | Relatório | 9' Emílio · 64' Ronaldo Capixaba | Público: 511 Renda: R$ 7.980,00 Árbitro: ES Francisco Cássio Martins |

| Rio Branco-VN | Serra |

Jogo de volta
| Domingo, 11 de junho | Serra | 0 – 0     | Rio Branco VN | Estádio Robertão, Serra                                           |
| 15:00                |       | Relatório |               | Público: 1 963 Renda: R$ 31.160,00 Árbitro: ES Devarly do Rosário |

| Serra | Rio Branco-VN |

### Premiação
| Campeonato Capixaba de 2017 - Série B |
| ------------------------------------- |
| Serra Campeão (2º título)             |